# Deep Blue (schip, 2001)
De Deep Blue is een pijpenlegger die in 2001 als CSO Deep Blue werd gebouwd door Hyundai Mipo Dockyard voor Coflexip Stena Offshore (CSO). De romp is gebouwd naar een ontwerp van Gusto Engineering, de Gusto 10000. In 2001 nam Technip CSO over en verkreeg daarmee het schip. Het is uitgerust voor zowel reel-lay als J-lay tot dieptes van 3000 meter en beschikt daartoe over een dynamisch positioneringssysteem.
De diepste pijp die het legde was in 2008 voor Perdido in 2957 meter, een wereldrecord voor reel-lay.